# Argentorat
Argentorat – rodzaj proszku daktyloskopijnego o szarej barwie, którego głównym składnikiem jest glin. Stosowany jest w technice kryminalistycznej do ujawniania śladów linii papilarnych, jest proszkiem uniwersalnym, może być czasem stosowany również wówczas, gdy jego barwa nie kontrastuje z podłożem, z którego zabezpieczany jest ślad.